# Адельгунда Баварська
Адельгунда Марія Августа Тереза (нім. Adelgunde Marie Auguste Therese von Bayern, 17 жовтня 1870 — 4 січня 1958) — баварська принцеса з династії Віттельсбахів, дочка короля Баварії Людвіга III та австрійської принцеси Марії Терезії, дружина принца Вільгельма Гогенцоллерна.

## Біографія
Адельгунда народилась 17 жовтня 1870 року в Ліндау. Вона була старшою донькою та другою дитиною баварського принца Людвіга та його дружини Марії Терезії Австрійської. Мала старшого на рік брата Рупрехта. За наступні двадцять років в сім'ї з'явилося ще одинадцятеро дітей.
У 44 років взяла шлюб із 50-річним принцом Вільгельмом Гогенцоллерном. Наречений був вдівцем і мав від першого шлюбу трьох дорослих дітей. Весілля відбулося 20 січня 1915 року у Мюнхені. Дітей у подружжя не було.
Вільгельм пішов з життя восени 1927 у Зігмаринені. Після його смерті Адельгунда зацікавилась ботанікою, музикою та літературою. Виконувала численні соціальні обов'язки.
Померла у 87-річному віці у Зігмаринені.